# Форт Бауртанге
Форт Бауртанге (нидерл. Fort Vesting Bourtange) — форт в виде звезды в поселке Бауртанге, провинция Гронинген, Нидерланды. Был построен в 1593 году по приказу Вильгельма I Оранского. В этот период мятежники боролись против испанского владычества над голландскими территориями, а в государстве велась освободительная война, более известная, как Восьмидесятилетняя война. Первоначальной целью постройки был контроль над единственной дорогой между немецкими графствами и городом Гронинген, а также создание препятствия передвижению и маневрированию войск противников на местности.

## История
Во времена Нидерландской борьбы за независимость от Испании, Вильгельм I Оранский предпринимал попытки не только освободить территории, но и укрепить оборону. Для этих целей повсеместно строились системы рвов, укреплений и фортов с гарнизоном внутри. Одним из таких является форт Бауртанге, который играл ключевую оборонную роль как против испанских войск, так и против немецких захватчиков. После обретения независимости, а также улучшения внешних связей страны на международной арене, само собой отпало значение форта, как ключевого звена в обороне границ. Не последнюю роль в этом сыграли улучшение и эволюция вооружения. Последнее упоминание о его использования по назначению датируется 1672 годом. В финальном сражении форт в очередной раз устоял и так и не был взят. В 1851 году был преобразован в поселок. После этого форт пребывал в упадке и постепенно его состояние ухудшалось. Более 100 лет спустя, в 1960 году, местные власти приняли решение о восстановлении его внешнего вида как в 1740—1750-х годах. В наши дни форт Бауртанге является музеем истории форта и поселения. На его территории систематически проводятся разного рода мероприятия, торжественные события и международные реконструкции битв, что привлекает немалое количество туристов.

## Характеристика

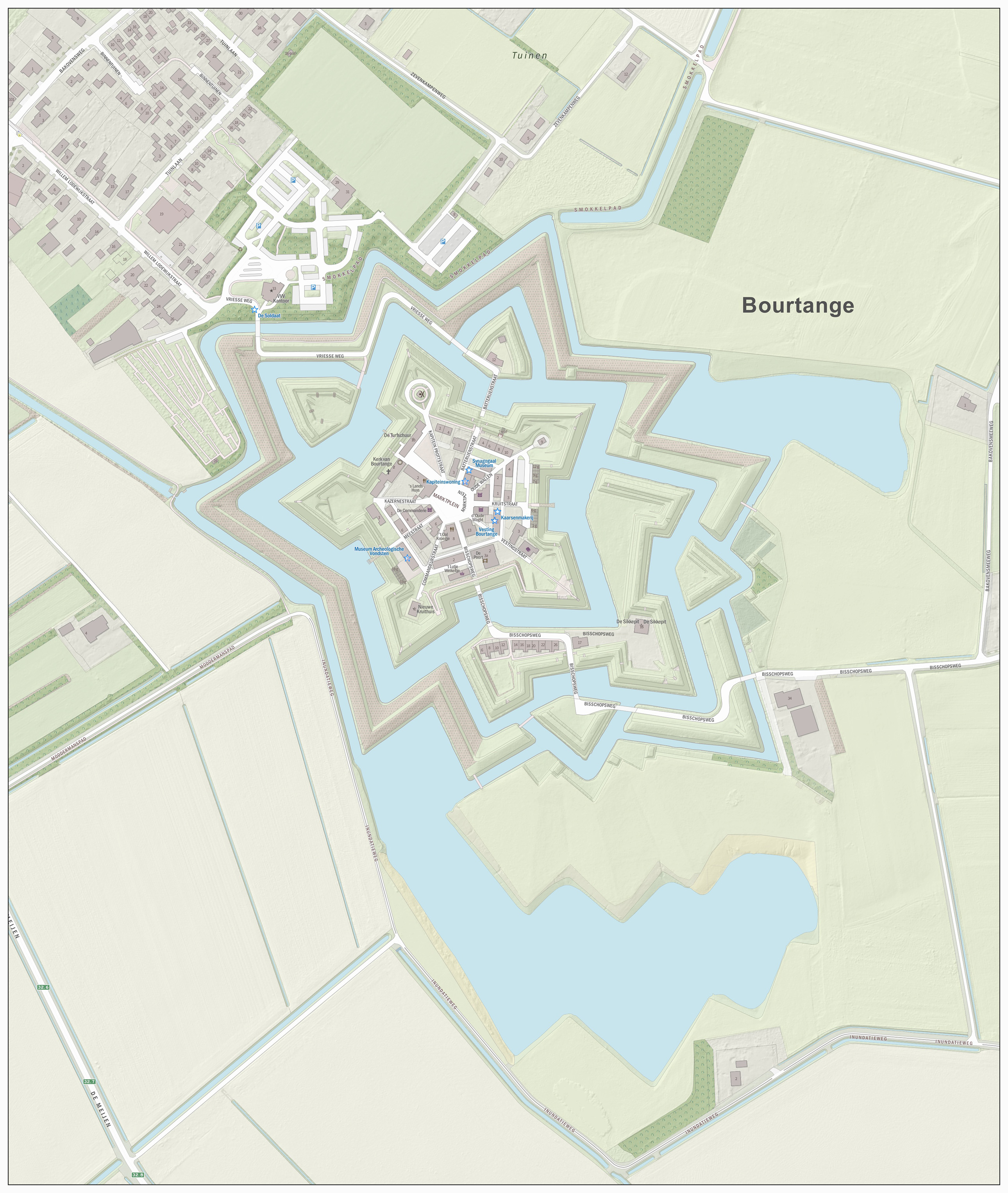

Форт Бауртанге был возведен на болотистой местности. Дополнительно его окружает несколько линий рвов заполненных водой. Звездная форма форта отражает популярную в то время архитектурную идею. В его центре располагались гарнизон и, судя по всему — административные и жилые здания. По типу строение относится к бастионам. Бастионная система укреплений — система фортификационных сооружений, пришедшая на смену средневековой фортификации. Бастионная система представляет собой земляной вал (куртину) с бастионами и равелинами, часто дополняющийся рвом (с водой или сухим). При взгляде сверху бастионная система имеет звездообразную форму.
Появление бастионной фортификации было связано с развитием артиллерии. Средневековые оборонительные сооружения (городские стены и башни) плохо выдерживали такой обстрел. Стены стали строить ниже, но более толстыми, иногда даже из земли и только облицовывали камнем. Вместо башен стали возводить пятиугольные бастионы, поначалу небольшого размера. Две передних стороны назывались фасами, две боковые фланками, тыльная, обращённая к крепости сторона — горжей. Бастионы могли быть целиком каменными, кирпичными, земляными облицованными камнем, или вовсе только земляными.

## Известные примеры
- Форт Трёх Королей в Натале, Бразилия;
- Александровская крепость (ныне г. Запорожье);
- Нёф-Бризах, Франция;
- Нарден, Нидерланды;
- Форт Мак-Генри, Балтимор, США;
- Петропавловская крепость, Санкт-Петербург, Россия
- Елисаветградская крепость (ныне г. Кропивницкий (бывш.Кировоград))